# اندی پورتر (بازیکن فوتبال)
اندی پورتر (انگلیسی: Andy Porter؛ زادهٔ ۱۷ سپتامبر ۱۹۶۸) بازیکن فوتبال اهل بریتانیا است.
از باشگاه‌هایی که در آن بازی کرده‌است می‌توان به باشگاه فوتبال منزفیلد تاون، باشگاه فوتبال آلسیجر تاون، باشگاه فوتبال ویگان اتلتیک، باشگاه فوتبال نورتویچ ویکتوریا، و باشگاه فوتبال پورت ویل اشاره کرد.